# 波美拉尼亚大区
波美拉尼亞大区（德語：Gau Pommern）成立於1925年3月22日，是1933年至1945年間納粹德國的一個行政區劃，来自普魯士的波美拉尼亞省。在此之前，從1925年到1933年，是納粹黨在該地區的區域細分。二戰後，大区的大部分地區被波蘭吞并，而其餘部分則成為了東德梅克伦堡。